# Unión Portes Gil
Unión Portes Gil är en ort i Mexiko.   Den ligger i kommunen Coapilla och delstaten Chiapas, i den sydöstra delen av landet, 700 km öster om huvudstaden Mexico City. Unión Portes Gil ligger 1 405 meter över havet och antalet invånare är 274.
Terrängen runt Unión Portes Gil är kuperad åt sydost, men åt nordväst är den bergig. Runt Unión Portes Gil är det ganska tätbefolkat, med 56 invånare per kvadratkilometer. Närmaste större samhälle är Copainalá, 6,1 km söder om Unión Portes Gil. Omgivningarna runt Unión Portes Gil är en mosaik av jordbruksmark och naturlig växtlighet.